# 18e armée (Union soviétique)
Pour les articles homonymes, voir 18e armée.
La 18e armée est une unité de l'Armée rouge durant la Grande Guerre patriotique.

## Historique

### Seconde Guerre mondiale
La 18e armée est créée le 22 juin 1941 après le déclenchement de l'invasion allemande, avec un état-major issu du district militaire de Kharkov. Elle reçoit deux corps de la 12e armée, le 17e corps de fusiliers avec les 96e et 60e divisions de montagne, la 164e division de fusiliers, et le 16e corps mécanisé, formé des 39e et 15e divisions de chars et de la 240e division motorisée. Elle compte également les 45e et 64e divisions aériennes.

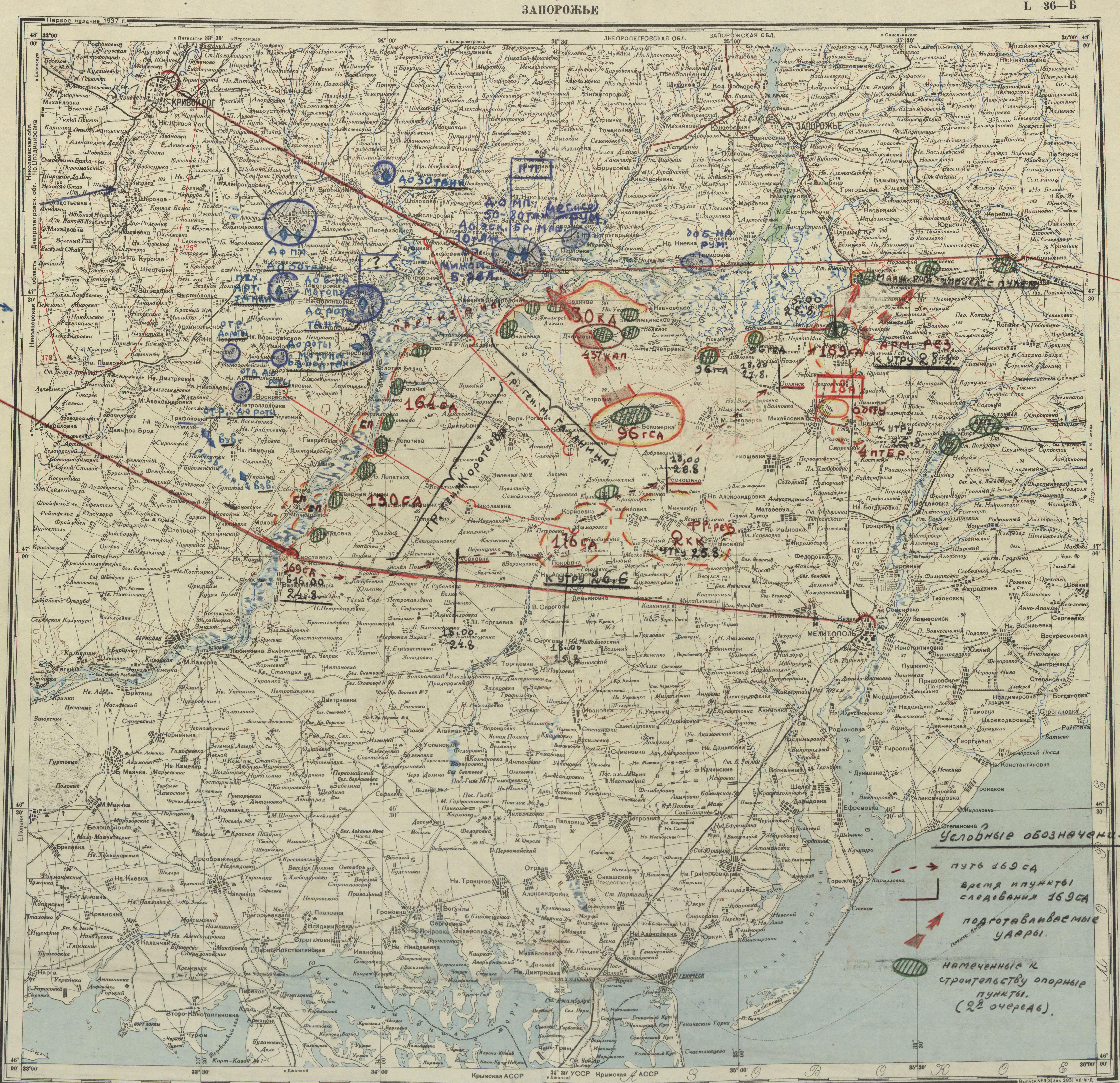
Carte du front sud en 1941.

Le 25 juin 1941 l'armée est affectée au front du Sud qui vient d'être créé,. Elle reçoit le 30 le 55e corps de fusiliers et les 10e et 12e régions fortifiés (respectivement correspondant aux localités de Kamenets-Podolski et Moguilev-Podolski). En juillet 1941 la 18e armée mène des batailles défensives à la frontière avec la Roumanie[réf. souhaitée]. En août elle se situe au sud de la rive droite de la Dniepr[réf. souhaitée], une partie de la division étant encerclée le 16 dans la poche d'Ouman. En septembre, elle combat sur la rive gauche sur Dniepr. Durant la bataille de Rostov, la 1. Panzerarmee au début d'octobre 1941 encercle la 9e armée et une partie de la 18e armée[réf. souhaitée]. Environ 60 000 hommes de l'Armée rouge sont capturés, 212 chars et 672 pièces d'artillerie sont perdus. En 1942, la 18e armée combat vers le Don[réf. souhaitée]. En janvier 1943 des unités de l'armée participent à la bataille du Caucase, à la libération de Krasnodar. Du 15 février au 5 avril 1943, la 18e armée devient brièvement aéroportée (18-я десантная армия),. En octobre 1943 les troupes de l'armée participent à libération de Novorossiïsk[réf. souhaitée]. Du 24 décembre 1943 au 14 janvier 1944, les troupes de l'armée participent offensive Dniepr-Carpates[réf. souhaitée]. En 1944, l'armée combat en Ukraine. En 1945, elle participe à l'offensive de Prague[réf. souhaitée].
La 18e armée, renommée 18e armée combinée, est rattachée en septembre 1945 au district militaire de Tbilissi. Elle est dissoute le 18 juin 1946 et son personnel passe au district militaire transcaucasien.

### Guerre froide
La 18e armée combinée est brièvement recréée du 4 mars au 24 juin 1969. Créée au sein du district militaire du Turkestan, elle est rapidement transformée en district militaire d'Asie centrale, avec état-major à Alma-Ata.

## Commandants
- Général-lieutenant Ilya Kornilovitch Smirnov (juin-octobre 1941)
- Général-major Vladimir Yakovlevitch Kolpaktchi (octobre-novembre 1941)
- Général-major, depuis mars 1942 lieutenant-général Fiodor Vasilievitch Kamkov (novembre 1941 - février 1942 et avril-octobre 1942)
- Général-lieutenant Ilya Kornilovitch Smirnov (février-avril 1942)
- Général-major Andreï Gretchko (octobre 1942 - janvier 1943)
- Général-major Alexandre Ivanovitch Ryjov (janvier-février 1943)
- Général-major Konstantin Apollonovitch Koroteïev (février-mars 1943)
- Général-lieutenant, depuis octobre 1943, colonel général Konstantin Nikolaïevitch Leselidze (mars 1943 - février 1944)
- Général-lieutenant Evgueni Petrovitch Jouravlev (février-novembre 1944)
- Général-major, depuis janvier 1945, général-lieutenant Anton Iossifovitch Gastilovitch (novembre 1944 - jusqu'à la dissolution de l'armée)